# Project CARS 2
Project CARS 2 es un videojuego simulador de carreras desarrollado por Slightly Mad Studios y publicado por Bandai Namco Entertainment, siendo la secuela del videojuego Project CARS de 2015. Su lanzamiento fue en septiembre de 2017, en Microsoft Windows, PlayStation 4 y Xbox One.

## Desarrollo
Poco después del lanzamiento de Project CARS en mayo de 2015, el 22 de junio de 2015 comenzó la financiación para la segunda entrega; Slightly Mad Studios permitió donaciones a través de un foro oficial. Los contribuidores, a cambio, podrían tener acceso al desarrollo del videojuego y a expresar opiniones y sugerencias para la creación de Project Cars 2.
El 8 de febrero de 2017, Project Cars 2 fue anunciado oficialmente para finales de 2017. Slightly Mad Studios pronto reveló que el juego contaría con más de 180 coches de 38 marcas y 60 pistas, con 139 trazados. Un nuevo sistema de tiempo meteorológico permite múltiples condiciones meteorológicas y diferentes cambios en una temporada dada (invierno, primavera, verano, otoño). Un nuevo motor de física de juego llamado LiveTrack 3.0 permite condiciones de pista más realistas durante la carrera.
Además, se puede jugar a Project CARS 2 a través de realidad virtual, hasta 12K de resolución, y el soporte de triple pantalla.

## Recepción
El videojuego recibió críticas favorables mayoritariamente, rondando un 80% de positividad en páginas como Metacritic, Eurogamer o Edge.